# Polymorphus obtusus
Polymorphus obtusus is een soort in de taxonomische indeling van de Acanthocephala (haakwormen). De worm wordt meestal 1 tot 2 cm lang. Ze komen algemeen voor in het maag-darmstelsel van ongewervelden, vissen, amfibieën, vogels en zoogdieren.
De haakworm komt uit het geslacht Polymorphus en behoort tot de familie Polymorphidae. Polymorphus obtusus werd in 1918 beschreven door Harley Jones Van Cleave.